# Harlan Hagen

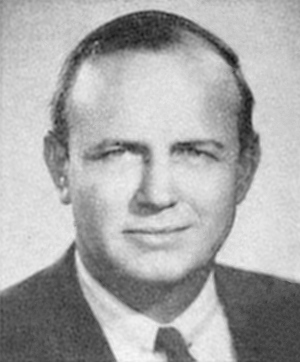
Harlan Hagen (1965)

Harlan Francis Hagan (* 8. Oktober 1914 in Lawton, Ramsey County, North Dakota; † 25. November 1990 in Hanford, Kalifornien) war ein US-amerikanischer Politiker. Zwischen 1953 und 1967 vertrat er den Bundesstaat Kalifornien im US-Repräsentantenhaus.

## Werdegang
Harlan Hagen kam schon früh nach Kalifornien und besuchte dort die Long Beach Polytechnic High School. Im Jahr 1933 absolvierte er das Long Beach Junior College. Daran schloss sich bis 1936 ein Studium an der University of California in Berkeley an. Nach einem anschließenden Jurastudium an derselben Universität und seiner 1940 erfolgten Zulassung als Rechtsanwalt begann er in diesem Beruf zu arbeiten. Während des Zweiten Weltkrieges diente er zwischen 1943 und 1946 in der US Army. Nach dem Krieg schlug er als Mitglied der Demokratischen Partei eine politische Laufbahn ein. 1948 wurde er Gemeinderat in Hanford. Zwischen 1949 und 1952 saß er als Abgeordneter in der California State Assembly. In den Jahren 1960 und 1964 war er Delegierter zu den jeweiligen Democratic National Conventions, auf denen John F. Kennedy und später Lyndon B. Johnson als Präsidentschaftskandidaten nominiert wurden.
Bei den Kongresswahlen des Jahres 1952 wurde Hagen im 14. Wahlbezirk von Kalifornien in das US-Repräsentantenhaus in Washington, D.C. gewählt, wo er am 3. Januar 1953 die Nachfolge von Sam Yorty antrat, der in den neu eingerichteten 26. Distrikt wechselte. Nach sechs Wiederwahlen konnte er bis zum 3. Januar 1967 sieben Legislaturperioden im Kongress absolvieren. Seit 1963 vertrat er dort als Nachfolger von Craig Hosmer den 18. Bezirk seines Staates. Seine Zeit im Kongress war von den Ereignissen der Bürgerrechtsbewegung geprägt. Außenpolitisch standen der Koreakrieg und der Kalte Krieg im Blickpunkt des Interesses. Außerdem begann damals der Vietnamkrieg.
In den Jahren 1966 und 1968 bewarb sich Hagen erfolglos um seinen Verbleib im bzw. seine Rückkehr in den Kongress. Danach zog er sich aus der Politik zurück. Er starb am 25. November 1990 in Hanford, wo er auch beigesetzt wurde.